# Bitva u Mylae
Bitva u Mylae byla první námořní bitva v rámci první punské války. Floty Římanů a Kartaginců se v ní roku 260 př. n. l. srazily u severního pobřeží Sicílie, nedaleko Mylae (dnes Milazzo).
Bitva skončila vítězstvím Říma a byla klíčová pro ovládnutí vod kolem Sicílie. Byla také prvním nasazením válečného loďstva Římanů.

## Před bitvou

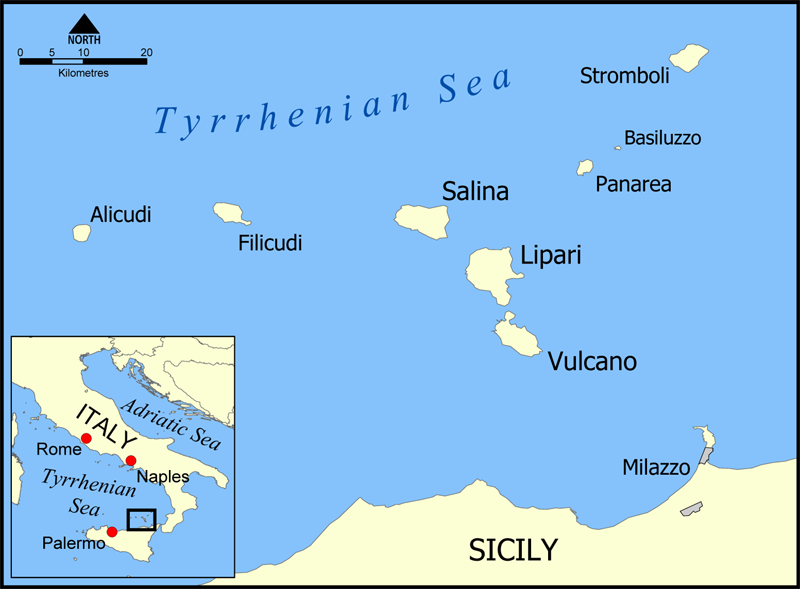
Poloha Mylae (Milazza) a Liparských ostrovů

Ačkoliv se po vydrancování Agrigenta Římany přidalo ze strachu z jejich legií mnoho vnitrozemských sicilských měst na římskou stranu, pobřežní města zůstávala pod nadvládou kartaginské floty. Řím dosud nedisponoval námořnictvem, ale v krátkém čase dokázal vybudoval flotu skládající se ze sta kvinkvirém a dvaceti triér. Předlohou jim přitom byla jedna z kartaginských lodí, kterou zajali, když při útoku na Římany plující na Sicílii najela na mělčinu.
Bitva u Mylae se stala pro tuto novou flotu ostrou zkouškou.

## Průběh

Římský vyloďovací můstek havran

Aby kompenzovali svou nezkušenost na moři, spolehli se Římané na novinku, jíž byl tzv. havran (corvus), vyloďovací můstek vybavený na spodní straně železným hrotem. Pokaždé, když se kartaginská galéra přiblížila k římskému plavidlu, byl corvus spuštěn tak, že jím byla proražena paluba nepřátelské lodi, římští legionáři se pak přes corvus přesunuli, aby obsadili nepřátelské plavidlo.
Výsledkem bitvy byla šokující porážka punských sil.